# Robert S. Chamberlain
Robert Stoner Chamberlain fue un historiador estadounidense nacido en la ciudad de Canton, Ohio, en 1903. Autor, entre otros, de La Conquista y colonización de Yucatán, 1517-1550 publicada por el Instituto Carnegie de Washington en 1948, uno de los libros clásicos y más estudiados de ese importante período de la historia del imperio español. 

## Estudios
Hizo estudios de historia en la Universidad de Stanford en California, EE. UU., obteniendo el grado de B.A. (Bachiller en Artes) en historia, en 1925. Luego en la Universidad de Ohio, en Columbus, obtuvo el grado de B.A. en ciencias de la educación, en 1927. Finalmente, el doctorado en filosofía (PhD), especializado en historia en la Universidad de Harvard, en Cambridge (Massachusetts), en 1936.

## Datos biográficos
Trabajó en la Biblioteca del Congreso de Estados Unidos, en Washington D. C.. Obtuvo la beca Woodbury Lowery para investigaciones históricas en los archivos y bibliotecas de España, entre 1932 y 1934, misma que ejerció principalmente en el Archivo General de Indias en Sevilla, en el Archivo General de Simancas, cerca de Valladolid, en la Biblioteca Nacional de España, en Madrid y en los fondos de la Academia Real de la Historia en Madrid.
Fue miembro del cuerpo de investigadores de la División de Investigaciones Históricas del Instituto Carnegie entre 1936 y 1947 y como tal visitó Yucatán, Guatemala y Honduras. Así mismo, durante ese período, estuvo en la Ciudad de México investigando en el Archivo General de la Nación.
Con licencia de la mencionada institución Carnegie, entró al servicio del Departamento de Estado de los Estados Unidos, como oficial de relaciones culturales destinado en la embajada de Guatemala, en donde trabajó de 1941 a 1945. 
Fue profesor asociado de historia hispánica en la Universidad de Miami en Coral Gables, Florida, entre 1947 y 1948 y fue durante este período que publicó su obra (en inglés) Conquista y Colonización de Yucatán, siempre bajo los auspicios de la Carnegie Corporation.

## Obra
En adición a su Conquista y colonización de Yucatán que es referencia importante para los estudiosos de la historia de Yucatán, escribió, entre otros:
- The Conquest and Colonization of Honduras, 1505-1550, publicación 598 de Carnegie Corporation, 1953.[2][3]
- Castilian Background of the Repartimiento-Encomienda, Institución Carnegie, 1939.
- The Governorship of the Adelantado Francisco de Montejo in Chiapas, Institución Carnegie, 1947.
- The first three voyages to Yucatan and New Spain, according to the Residencia de Hernán Cortés, Hispanic American Studies, Universidad de Miami, 1949.

J. Ignacio Rubio Mañé, autor del importante prólogo de la segunda edición, corregida, de la traducción al español de la Conquista y colonización de Yucatán, dice:

Entre los hallazgos felices del doctor Chamberlain en los archivos españoles (se debe) mencionar el testamento del Adelantado Montejo, hecho pocos días antes de su muerte en Salamanca, su misma ciudad natal, el «día de Nuestra Señora», septiembre de 1553, ya muy anciano. Dicho testamento fue firmado en Valladolid, el 16 de agosto de ese año, ante la fe notarial de Francisco Cerón. Lo halló en el Archivo Histórico Provincial de Valladolid, en los protocolos del referido escribano, tomo II, legajo 128.